# Fußball-Club Gelsenkirchen-Schalke 04 1984-1985
Questa voce raccoglie le informazioni riguardanti il Fußball-Club Gelsenkirchen-Schalke 04 nelle competizioni ufficiali della stagione 1984-1985.

## Stagione
Nella stagione 1984-1985 il Schalke, allenato da Diethelm Ferner, concluse il campionato di Bundesliga al 8º posto. In Coppa di Germania il Schalke fu eliminato agli ottavi di finale dall'Hannover 96.

## Rosa
| N. |                      | Ruolo | Calciatore         |
| -- | -------------------- | ----- | ------------------ |
|    | Germania (bandiera)  | P     | Walter Junghans    |
|    | Rep. Ceca (bandiera) | P     | Pavel Mačák        |
|    | Germania (bandiera)  | D     | Bernard Dietz      |
|    | Germania (bandiera)  | D     | Manfred Drexler    |
|    | Germania (bandiera)  | D     | Klaus Fichtel      |
|    | Germania (bandiera)  | D     | Michael Jakobs     |
|    | Germania (bandiera)  | D     | Gerhard Kleppinger |
|    | Germania (bandiera)  | D     | Thomas Kruse       |
|    | Germania (bandiera)  | D     | Mathias Schipper   |
|    | Germania (bandiera)  | D     | Peter Stichler     |

| N. |                     | Ruolo | Calciatore             |
| -- | ------------------- | ----- | ---------------------- |
|    | Germania (bandiera) | C     | Klaus Berge            |
|    | Germania (bandiera) | C     | Bernd Dierßen          |
|    | Germania (bandiera) | C     | Norbert Eilenfeldt     |
|    | Germania (bandiera) | C     | Caspar Memering        |
|    | Germania (bandiera) | C     | Michael Opitz          |
|    | Germania (bandiera) | A     | Frank Hartmann         |
|    | Germania (bandiera) | A     | Dieter Schatzschneider |
|    | Germania (bandiera) | A     | Michael Skibbe         |
|    | Germania (bandiera) | A     | Klaus Täuber           |
|    | Germania (bandiera) | A     | Olaf Thon              |

## Organigramma societario
Area tecnica
- Allenatore: Diethelm Ferner
- Allenatore in seconda:
- Preparatore dei portieri:
- Preparatori atletici:

## Calciomercato

### Sessione estiva
| Acquisti | Acquisti               | Acquisti     | Acquisti |
| R.       | Nome                   | da           | Modalità |
| -------- | ---------------------- | ------------ | -------- |
| D        | Klaus Fichtel          | Werder Brema |          |
| D        | Gerhard Kleppinger     | Karlsruhe    |          |
| C        | Caspar Memering        | Bordeaux     |          |
| A        | Dieter Schatzschneider | Amburgo      |          |

| Cessioni | Cessioni           | Cessioni           | Cessioni |
| R.       | Nome               | a                  | Modalità |
| -------- | ------------------ | ------------------ | -------- |
| A        | Hans-Joachim Abel  | Vaduz              |          |
| A        | Volker Abramczik   | Duisburg           |          |
| C        | Hubert Clute-Simon | Hertha Berlino     |          |
| D        | Winfried Geier     | Eintracht Bamberga |          |

### Sessione invernale
| Acquisti | Acquisti           | Acquisti       | Acquisti |
| R.       | Nome               | da             | Modalità |
| -------- | ------------------ | -------------- | -------- |
| A        | Frank Hartmann     | Colonia        |          |
| C        | Norbert Eilenfeldt | Kaiserslautern |          |

| Cessioni | Cessioni | Cessioni | Cessioni |
| R.       | Nome     | a        | Modalità |
| -------- | -------- | -------- | -------- |

## Risultati

### Bundesliga

#### Girone di andata
| Arbitro: | Correll |

|                         |           |             |
| Mill 7’, 9’, 57’ (rig.) | Marcatori | 31’ Dierßen |

| Arbitro: | Wuttke |

|                        |           |                                  |
| Dierßen 44’ Täuber 47’ | Marcatori | 48’ Schulz 66’ Fischer 81’ Kuntz |

| Arbitro: | Jupe |

|                      |           |                        |
| Schreier 72’ Cha 74’ | Marcatori | 17’ (rig.), 42’ Täuber |

| Arbitro: | Wiesel |

|                               |           |          |
| Thon 36’ Opitz 47’ Täuber 77’ | Marcatori | 89’ Keim |

| Arbitro: | Neuner |

|                 |           |                         |
| Allofs 56’, 58’ | Marcatori | 61’ Täuber 84’ Memering |

| Arbitro: | Ermer |

|                                          |           |                        |
| Dietz 39’ Täuber 60’ Schatzschneider 76’ | Marcatori | 31’ Ellmerich 41’ Worm |

| Arbitro: | Roth |

|                     |           |            |
| Rautiainen 75’, 87’ | Marcatori | 11’ Jakobs |

| Arbitro: | Scheuerer |

|                            |           |                         |
| Thon 35’ Täuber 56’ (rig.) | Marcatori | 44’ Neubarth 57’ Völler |

| Arbitro: | Walz |

|                 |           |             |
| Guðmundsson 30’ | Marcatori | 75’ Dierßen |

| Arbitro: | Heitmann |

|           |           |                 |
| Dietz 79’ | Marcatori | 31’ Augenthaler |

| Arbitro: | Ahlenfelder |

|                                         |           |                     |
| Allofs 38’, 80’ Littbarski 50’ Bein 54’ | Marcatori | 48’ Schatzschneider |

| Arbitro: | Föckler |

|                                                     |           |                                     |
| Täuber 4’, 8’ Niedermayer 17’ (aut.) Kleppinger 32’ | Marcatori | 75’ Allgöwer 80’ Müller 87’ Claesen |

| Arbitro: | Gabor |

|                                                            |           |                    |
| Bührer 5’ Schlindwein 55’ Klotz 59’ Kohler 67’ Gaudino 82’ | Marcatori | 18’ Thon 89’ Dietz |

| Arbitro: | Kautschor |

|                     |           |  |
| Schatzschneider 36’ | Marcatori |  |

| Arbitro: | Umbach |

|                     |           |                                            |
| Schatzschneider 33’ | Marcatori | 56’ Kroth 72’ (rig.) Tobollik 88’ Svensson |

| Arbitro: | Barnick |

|                                      |           |          |
| Wegmann 9’ Schüler 22’, 84’ Zorc 78’ | Marcatori | 90’ Thon |

| Arbitro: | Schmidhuber |

|                                            |           |  |
| Schatzschneider 17’, 83’ Täuber 37’ (rig.) | Marcatori |  |

#### Girone di ritorno
| Arbitro: | Werner |

|                                                 |           |          |
| Hartmann 40’, 81’ Eilenfeldt 54’ Kleppinger 88’ | Marcatori | 90’ Rahn |

| Arbitro: | Umbach |

|  |           |            |
|  | Marcatori | 26’ Täuber |

| Arbitro: | Neuner |

|                                          |           |                   |
| Täuber 40’, 85’ Schatzschneider 43’, 60’ | Marcatori | 86’ Waas 90’ Götz |

| Arbitro: | Scheuerer |

|                 |           |                         |
| Künast 61’, 78’ | Marcatori | 47’ Thon 86’ Kleppinger |

| Arbitro: | Correll |

|                   |           |            |
| Täuber 34’ (rig.) | Marcatori | 24’ Allofs |

| Arbitro: | Schmidhuber |

|                                       |           |                            |
| Worm 51’ Hintermaier 58’ Lux 87’, 90’ | Marcatori | 82’ Thon 88’ (rig.) Täuber |

| Arbitro: | Dellwing |

|                                           |           |  |
| Stichler 23’ Thon 56’ Schatzschneider 76’ | Marcatori |  |

| Arbitro: | Jupe |

|                        |           |              |
| Möhlmann 30’ Sidka 46’ | Marcatori | 83’ Hartmann |

| Arbitro: | Brehm |

|               |           |  |
| Thon 65’, 90’ | Marcatori |  |

| Arbitro: | Wiesel |

|                                         |           |  |
| Nachtweih 41’ Willmer 61’ Wohlfarth 78’ | Marcatori |  |

| Arbitro: | Brückner |

|                         |           |                                |
| Täuber 14’ Hartmann 61’ | Marcatori | 30’, 87’ Allofs 85’ Littbarski |

| Arbitro: | Röthlisberger |

|               |           |  |
| Klinsmann 63’ | Marcatori |  |

| Arbitro: | Horeis |

|                                            |           |  |
| Täuber 20’ Thon 34’ Hartmann 58’ Opitz 89’ | Marcatori |  |

| Arbitro: | Föckler |

|                  |           |                   |
| Weikl 49’ (rig.) | Marcatori | 30’, 61’ Hartmann |

| Arbitro: | Zimmermann |

|            |           |            |
| Körbel 75’ | Marcatori | 68’ Jakobs |

| Arbitro: | Gabor |

|                                      |           |             |
| Jakobs 15’ Täuber 20’ Kleppinger 90’ | Marcatori | 44’ Schüler |

| Arbitro: | Schmidhuber |

|                         |           |  |
| Schröder 21’ Wuttke 74’ | Marcatori |  |

### Coppa di Germania
| Arbitro: | Assenmacher |

|                 |           |                         |
| Jakovljević 39’ | Marcatori | 1’ Jakobs 46’, 73’ Thon |

| Arbitro: | Pauly |

|             |           |                     |
| Dreßel 120’ | Marcatori | 96’ Schatzschneider |

| Arbitro: | Brückner |

|                            |           |                            |
| Dietz 42’ Dierßen 61’, 82’ | Marcatori | 3’ Anderbrügge 86’ Wegmann |

| Arbitro: | Niebergall |

|            |           |  |
| Schaub 77’ | Marcatori |  |

## Statistiche

### Statistiche di squadra
| Competizione      | Punti | In casa | In casa | In casa | In casa | In casa | In casa | In trasferta | In trasferta | In trasferta | In trasferta | In trasferta | In trasferta | Totale | Totale | Totale | Totale | Totale | Totale | DR |
| Competizione      | Punti | G       | V       | N       | P       | Gf      | Gs      | G            | V            | N            | P            | Gf           | Gs           | G      | V      | N      | P      | Gf     | Gs     | DR |
| ----------------- | ----- | ------- | ------- | ------- | ------- | ------- | ------- | ------------ | ------------ | ------------ | ------------ | ------------ | ------------ | ------ | ------ | ------ | ------ | ------ | ------ | -- |
| Bundesliga        | 34    | 17      | 11      | 3       | 3       | 43      | 23      | 17           | 2            | 5            | 10           | 20           | 39           | 34     | 13     | 8      | 13     | 63     | 62     | +1 |
| Coppa di Germania | -     | 1       | 1       | 0       | 0       | 3       | 2       | 3            | 1            | 1            | 1            | 4            | 3            | 4      | 2      | 1      | 1      | 7      | 5      | +2 |
| Totale            | 34    | 18      | 12      | 3       | 3       | 46      | 25      | 20           | 3            | 6            | 11           | 24           | 42           | 38     | 15     | 9      | 14     | 70     | 67     | +3 |

### Andamento in campionato
| Giornata  | 1  | 2  | 3  | 4  | 5  | 6  | 7  | 8  | 9  | 10 | 11 | 12 | 13 | 14 | 15 | 16 | 17 | 18 | 19 | 20 | 21 | 22 | 23 | 24 | 25 | 26 | 27 | 28 | 29 | 30 | 31 | 32 | 33 | 34 |
| --------- | -- | -- | -- | -- | -- | -- | -- | -- | -- | -- | -- | -- | -- | -- | -- | -- | -- | -- | -- | -- | -- | -- | -- | -- | -- | -- | -- | -- | -- | -- | -- | -- | -- | -- |
| Luogo     | T  | C  | T  | C  | T  | C  | T  | C  | T  | C  | T  | C  | T  | C  | C  | T  | C  | C  | T  | C  | T  | C  | T  | C  | T  | C  | T  | C  | T  | C  | T  | T  | C  | T  |
| Risultato | P  | P  | N  | V  | N  | V  | P  | N  | N  | N  | P  | V  | P  | V  | P  | P  | V  | V  | V  | V  | N  | N  | P  | V  | P  | V  | P  | P  | P  | V  | V  | N  | V  | P  |
| Posizione | 16 | 17 | 15 | 14 | 13 | 11 | 11 | 13 | 14 | 13 | 14 | 13 | 14 | 12 | 12 | 14 | 12 | 11 | 10 | 9  | 8  | 9  | 11 | 10 | 10 | 9  | 10 | 11 | 12 | 10 | 8  | 8  | 8  | 8  |

Legenda:

Luogo: C = Casa; T = Trasferta. Risultato: V = Vittoria; N = Pareggio; P = Sconfitta.

### Statistiche dei giocatori
| Giocatore          | Bundesliga | Bundesliga | Bundesliga  | Bundesliga | Coppa di Germania | Coppa di Germania | Coppa di Germania | Coppa di Germania | Totale   | Totale | Totale      | Totale     |
| Giocatore          | Presenze   | Reti       | Ammonizioni | Espulsioni | Presenze          | Reti              | Ammonizioni       | Espulsioni        | Presenze | Reti   | Ammonizioni | Espulsioni |
| ------------------ | ---------- | ---------- | ----------- | ---------- | ----------------- | ----------------- | ----------------- | ----------------- | -------- | ------ | ----------- | ---------- |
| K. Berge           | 12         | 0          | 1           | 0          | 3                 | 0                 | 0                 | 0                 | 15       | 0      | 1           | 0          |
| B. Dierßen         | 33         | 3          | 0           | 0          | 4                 | 2                 | 0                 | 0                 | 37       | 5      | 0           | 0          |
| B. Dietz           | 32         | 3          | 0           | 0          | 4                 | 1                 | 1                 | 0                 | 36       | 4      | 1           | 0          |
| M. Drexler         | 0          | 0          | 0           | 0          | 0                 | 0                 | 0                 | 0                 | 0        | 0      | 0           | 0          |
| N. Eilenfeldt      | 17         | 1          | 1           | 0          | 1                 | 0                 | 0                 | 0                 | 18       | 1      | 1           | 0          |
| K. Fichtel         | 13         | 0          | 1           | 0          | 0                 | 0                 | 0                 | 0                 | 13       | 0      | 1           | 0          |
| F. Hartmann        | 18         | 7          | 0           | 0          | 1                 | 0                 | 0                 | 0                 | 19       | 7      | 0           | 0          |
| M. Jakobs          | 30         | 3          | 5           | 0          | 4                 | 1                 | 0                 | 0                 | 34       | 4      | 5           | 0          |
| W. Junghans        | 29         | 0          | 1           | 0          | 4                 | 0                 | 0                 | 0                 | 33       | 0      | 1           | 0          |
| G. Kleppinger      | 32         | 4          | 6           | 0          | 4                 | 0                 | 1                 | 0                 | 36       | 4      | 7           | 0          |
| T. Kruse           | 28         | 0          | 3           | 0          | 2                 | 0                 | 0                 | 0                 | 30       | 0      | 3           | 0          |
| P. Mačák           | 5          | 0          | 0           | 0          | 0                 | 0                 | 0                 | 0                 | 5        | 0      | 0           | 0          |
| C. Memering        | 17         | 1          | 3           | 0          | 3                 | 0                 | 0                 | 0                 | 20       | 1      | 3           | 0          |
| M. Opitz           | 25         | 2          | 0           | 0          | 3                 | 0                 | 1                 | 0                 | 28       | 2      | 1           | 0          |
| D. Schatzschneider | 27         | 9          | 3           | 0          | 4                 | 1                 | 1                 | 0                 | 31       | 10     | 4           | 0          |
| M. Schipper        | 28         | 0          | 2           | 0          | 4                 | 0                 | 0                 | 0                 | 32       | 0      | 2           | 0          |
| M. Skibbe          | 4          | 0          | 0           | 0          | 0                 | 0                 | 0                 | 0                 | 4        | 0      | 0           | 0          |
| P. Stichler        | 12         | 1          | 0           | 0          | 3                 | 0                 | 0                 | 0                 | 15       | 1      | 0           | 0          |
| O. Thon            | 34         | 10         | 3           | 0          | 4                 | 2                 | 2                 | 0                 | 38       | 12     | 5           | 0          |
| K. Täuber          | 30         | 18         | 6           | 1          | 3                 | 0                 | 0                 | 0                 | 33       | 18     | 6           | 1          |